# ロジャー・カービー
ロジャー・カービー（Roger Kirby、本名：Willis Kirby、1939年12月14日 - 2019年3月18日）は、アメリカ合衆国のプロレスラー。インディアナ州マンシー出身。
地元中西部のNWAセントラル・ステーツ地区を主戦場に、ヒールのポジションで活動した。主にタッグ屋として活躍したが、NWA世界ジュニアヘビー級王座戴冠をはじめ、シングルでも実績を残している。

## 来歴
インディアナ州で生誕後、ミズーリ州のセントジョセフやカンザスシティなどを転居。ハイスクールではボクシングやボディビルで活動し、卒業後ガラス工場で働いていたが、観戦していたプロレス興行でのレイ・スティーブンス&ロイ・シャイアーのヒールぶりに感銘を受けて1960年にプロレス入り。
デビュー後はワイルド・ビル・ベーカ－（"Wild" Bill Baker）などのリングネームを用いていたが、「野生児」の異名を持ったNWA世界ヘビー級王者バディ・ロジャースに風貌が似ていたことから、後に "ネイチャーボーイ" ロジャー・カービー（"Nature Boy" Roger Kirby）またはロジャー "リップ" カービー（Roger "Rip" Kirby）を名乗り、ロジャースのスタイルを模倣したヒールとなって活動。
その後、アラバマのNWAガルフ・コースト地区などで同タイプのデニス・ホールとの金髪タッグチームで活躍し、1967年7月には国際プロレスにホールと共に初来日。8月14日に大阪で行われた国際プロレスと日本プロレスとの興行戦争では、大阪府立体育館のメインイベントでビル・ドロモと組み、ヒロ・マツダ&サム・スティムボートと対戦した。
ホールとのタッグ解消後の1968年5月10日、地元ミズーリ州セントジョセフにてロニー・エチソンからNWAセントラル・ステーツ・ヘビー級王座を奪取（以降、1982年にかけて同王座を通算8回獲得）。太平洋岸北西部のオレゴン州ポートランドでは、1969年下期にムーンドッグ・メインとNWAパシフィック・ノースウエスト・ヘビー級王座を争っている。1971年5月20日にはルイジアナ州ニューオーリンズでダニー・ホッジからNWA世界ジュニアヘビー級王座を奪取するなど、各地で実績を築いた。
タッグ屋としての本領も発揮して、主戦場のNWAセントラル・ステーツ地区では1970年代前半、アンガス・キャンベルやハーリー・レイスらをパートナーに北米タッグ王座を再三獲得。1973年から1974年にかけては、ロード・アルフレッド・ヘイズと組んでマイク・ジョージ&ジム・ブランゼルと同地区認定のNWA世界タッグ王座を争った。1973年5月には、NWAルートで全日本プロレスに初参戦している（同時参加の外国人選手は、アブドーラ・ザ・ブッチャー、ルーファス・ジョーンズ、リッパー・コリンズ、グレート・マレンコなど）。
1970年代後半はジョージア、フロリダ、テネシー、テキサスなどアメリカ南部を転戦。ザ・ファンクスが主宰していたアマリロのテリトリーでは、1978年9月28日にダグ・サマーズと組んでドリー・ファンク・ジュニア&ラリー・レーンからNWAウエスタン・ステーツ・タッグ王座を奪取、ディック・マードック&ブラックジャック・マリガンともタイトルを争った。
インディアナポリスのWWAでは1979年2月10日、シカゴのインターナショナル・アンフィシアターで行われたAWAとの合同興行でガイ・ミッチェルと組み、海外遠征中だったジャンボ鶴田&天龍源一郎（後の鶴龍コンビ）と対戦。4月1日にはイゴール・ボルコフをパートナーに、ウイルバー・スナイダー&ペッパー・ゴメスからWWA世界タッグ王座を奪取している。プエルトリコのWWCにも参戦しており、1979年10月29日にインベーダー1号を破って北米ヘビー級王座を獲得した。
1980年8月、ザ・デストロイヤーと同じデザインのマスクを被り、ザ・クルーザー（The Cruiser）なる覆面レスラーに変身して全日本プロレスに再来日。デストロイヤーのパートナーとなってPWF杯争奪タッグトーナメントに1回戦シードで出場し、2回戦でオースチン・アイドル&レイ・キャンディを破り決勝まで進むも、決勝戦でミル・マスカラス&ドス・カラスのマスカラス・ブラザースに敗れ優勝を逸した。
1980年代前半はWWAやテネシーを経て古巣のセントラル・ステーツ地区に戻り、1982年から1983年にかけて、エディ・ギルバート、デューイ・ロバートソン、マーク・ロメロ、バズ・タイラー、ブルドッグ・ボブ・ブラウンらとタイトルを争った。1984年7月には全日本プロレスに最後の来日を果たし、ジャイアント馬場やザ・グレート・カブキとのシングルマッチも行われた。
1985年にセミリタイアし、WWFのカンザスシティでの興行でレフェリーを務め、1986年にはジョバーとして試合にも出場。リッキー・スティムボートやペドロ・モラレスと対戦した。引退後は、長年の主戦場でもあったホームタウンのミズーリ州カンザスシティに居住していた。
2019年3月18日、79歳で死去。その3週間前に腰を骨折して入院し、膵臓癌と肺炎への罹患が発見されていた。

## 得意技
- パイルドライバー[3]
- スリーパー・ホールド
- ニー・ドロップ

## 獲得タイトル
NWAトライステート
- NWA世界ジュニアヘビー級王座：1回[12]

ガルフ・コースト・チャンピオンシップ・レスリング
- NWA USタッグ王座（ガルフ・コースト版）：1回（w / デニス・ホール）[25]
- NWAガルフ・コースト・タッグ王座：3回（w / デニス・ホール×3）[26]

NWAミッドアメリカ / コンチネンタル・レスリング・アソシエーション
- NWAミッドアメリカ・ヘビー級王座：2回[27]
- NWA USタッグ王座（ミッドアメリカ版）：1回（w / Les Thatcher）[28]
- NWA南部タッグ王座（ミッドアメリカ版）：1回（w / デビッド・シュルツ）[29]
- AWA南部タッグ王座：1回（w / ガイ・ミッチェル）[29]

セントラル・ステーツ・レスリング
- NWAセントラル・ステーツ・ヘビー級王座:8回[10]
- NWAセントラル・ステーツ・タッグ王座：5回（w / ジェリー・バリアント×2、ジェリー・ブラウン、アブドーラ・ザ・グレート×2）[30]
- NWA北米タッグ王座（セントラル・ステーツ版）：4回（w / ザ・バイキング、ロック・ハンター、ブラック・アンガス・キャンベル、ハーリー・レイス）[13]
- NWA世界タッグ王座（セントラル・ステーツ版）：2回（w / ロード・アルフレッド・ヘイズ×2）[14]

ジョージア・チャンピオンシップ・レスリング
- NWAジョージア・タッグ王座：1回（w / バディ・コルト）[31]
- NWAメイコン・タッグ王座：1回（w / ロン・ガービン）[32]

チャンピオンシップ・レスリング・フロム・フロリダ
- NWAフロリダ・タッグ王座：3回（w / ハーリー・レイス、ジム・ディロン、リップ・ホーク）[33]

NWAウエスタン・ステーツ・スポーツ
- NWAウエスタン・ステーツ・ヘビー級王座：1回[34]
- NWAウエスタン・ステーツ・タッグ王座：1回（w / ダグ・サマーズ）[16]

ワールド・レスリング・アソシエーション（インディアナポリス）
- WWA世界タッグ王座：3回（w/ イゴール・ボルコフ、ポール・クリスティ、ジェリー・バリアント）[18]

ワールド・レスリング・カウンシル
- WWC北米ヘビー級王座：1回[19]
- WWC北米タッグ王座：1回（w / ディック・スタインボーン）[35]